# Кабінет Міністрів України
Кабіне́т Міні́стрів Украї́ни (Кабмі́н Украї́ни) — Кабінет Міністрів в Україні, колегіальний, вищий орган виконавчої влади України. Кабінет Міністрів України відповідальний перед Президентом України та Верховною Радою України, підконтрольний і підзвітний Верховній Раді України у межах, передбачених Конституцією України.

## Діяльність
Кабінет Міністрів України у своїй діяльності керується Конституцією та законами України, а також указами Президента України та постановами Верховної Ради України. До складу Кабінету Міністрів України входять Прем'єр-міністр України, Перший віцепрем'єр-міністр України, три віцепрем'єр-міністрів, міністри. Діяльність Кабінету Міністрів України забезпечує Секретаріат Кабінету Міністрів України.
Дедалі більшого резонансу набуває модель електронного уряду як складової частини електронного урядування та представництва виконавчої гілки влади в мережі Інтернет[джерело?].

### Засідання
Засідання Кабміну України, що проводяться в основному щосереди, скликаються Прем'єр-міністром України. Крім того, Прем'єр-міністр України може ухвалити рішення про скликання позачергового засідання уряду. Засідання Кабміну вважається правосильним, якщо на ньому присутні більш як половина його посадового складу. Члени уряду беруть участь у засіданні особисто. Пропозиції Прем'єр-міністрові України щодо порядку денного засідання готує Секретаріат на підставі внесених та підготовлених в установленому порядку матеріалів. Схвалений Прем'єр-міністром України порядок денний засідання розміщується на Єдиному вебпорталі органів виконавчої влади не пізніше ніж за 24 години до початку засідання.
На засіданнях Кабмін головує Прем'єр-міністр України, а за його відсутності — Перший віцепрем'єр-міністр України. Про участь Президента України та/або Голови Верховної Ради України головуючий інформує на початку засідання. У засіданні можуть брати участь народні депутати України, Генеральний прокурор України або його заступник, Уповноважений Верховної Ради України з прав людини, Голова Національного банку або його заступник, Голова Антимонопольного комітету, а також в установленому порядку — представник Президента України у Кабміні. Виконавчий орган за пропозиціями його членів визначає осіб, які беруть участь у засіданнях Уряду з правом дорадчого голосу (постійні учасники). На засідання можуть запрошуватися у разі потреби посадові особи, яких стосується обговорюване питання.
Порядок денний засідання затверджує Кабмін. З питань, передбачених порядком денним, доповідають на засіданні члени Уряду, за пропозиціями яких можуть доповідати з окремих питань керівники центральних органів виконавчої влади, які не входять до складу Кабмін, або інші посадові особи. З питань заслуховування звітів (інформації) доповідають керівники органів виконавчої влади.
Рішення Кабміну приймаються шляхом голосування більшістю голосів його посадового складу. У разі рівного розподілу голосів вирішальним є голос Прем'єр-міністра України. Головуючий на засіданні на підставі результатів обговорення та голосування оголошує про ухвалене рішення. За результатами обговорення питань на засіданні може бути ухвалено рішення про надання окремих доручень центральним і місцевим органам виконавчої влади, Раді міністрів Автономної Республіки Крим.
У період між засіданнями Кабмін у випадках, передбачених Законом України «Про Кабінет Міністрів України», за рішенням Прем'єр-міністра України може бути застосована процедура прийняття розпорядження шляхом опитування членів Уряду. Проєкт такого розпорядження надсилається всім членам Уряду. Розпорядження вважається прийнятим з моменту його підписання Прем'єр-міністром України.
Важливу роль у функціонуванні Кабміну відіграють урядові комітети — робочі колегіальні органи, утворені для забезпечення ефективної реалізації його повноважень, координації дій органів виконавчої влади, попереднього розгляду проєктів нормативно-правових актів, концепцій, стратегій, основних напрямів реалізації держ. політики, ін. документів, що подаються на розгляд Уряду. Перелік урядових комітетів та їх посадовий склад затверджує Кабінет Міністрів України за поданням Прем'єр-міністра України. Засідання урядового комітету проводяться щотижня за графіком, затвердженим Прем'єр-міністром України. Рішення приймаються більшістю голосів його посадового складу.
Регламентом Кабміну встановлено також порядок підготовки проєктів актів Кабінету Міністрів України, інших документів, що вносяться на розгляд Уряду, організації виконання актів законодавства, а також порядок реалізації повноважень Кабінету Міністрів України у відносинах з іншими органами державної влади, Президентом України, органами місцевого самоврядування та громадськістю.

### Акти Кабінету Міністрів України
Кабінет Міністрів України на основі та на виконання Конституції і законів України, актів Президента України, щорічного послання Президента України до Верховної Ради України про внутрішнє і зовнішнє становище України видає обов'язкові для виконання акти — постанови і розпорядження.
Акти Кабінету Міністрів України нормативного характеру видаються у формі постанов Кабінету Міністрів України. Акти Кабінету Міністрів України з організаційно-розпорядчих та інших поточних питань видаються у формі розпоряджень Кабінету Міністрів України.

## Чинний уряд

### Голова уряду і його заступники
Кабінет Міністрів України очолює Прем'єр-міністр України. Згідно зі статтею 107 Конституції України є Членом Ради національної безпеки і оборони України. Призначається на посаду Верховною Радою України за поданням Президента України. Подання про призначення Верховною Радою України на посаду Прем'єр-міністра України Президент України вносить за пропозицією коаліції депутатських фракцій у Верховній Раді України, до складу якої входить більшість народних депутатів України від конституційного складу Верховної Ради України, в строк не пізніше ніж на п'ятнадцятий день після надходження такої пропозиції. Голосування у Верховній Раді України проводиться у поіменному режимі. У разі відхилення Верховною Радою України кандидатури на посаду Прем'єр-міністра України Президент України вносить на розгляд Верховної Ради України нове подання про призначення на посаду.

### Міністри
Склад чинного уряду подано станом на 18 липня 2025 року.
| Посада                                                                            | Портрет                 | Імʼя та прізвище        | Партія                  | Партія                  | Дата вступу на посаду   |
| Прем'єр-міністр України                                                           | Прем'єр-міністр України | Прем'єр-міністр України | Прем'єр-міністр України | Прем'єр-міністр України | Прем'єр-міністр України |
| --------------------------------------------------------------------------------- | ----------------------- | ----------------------- | ----------------------- | ----------------------- | ----------------------- |
| Прем'єр-міністр                                                                   |                         | Юлія Свириденко         |                         | Безпартійна             | 17 липня 2025           |
| Перший віце-прем'єр-міністр                                                       |                         |                         |                         |                         |                         |
| Перший віце-прем'єр-міністр — Міністр цифрової трансформації                      |                         | Михайло Федоров         |                         | Слуга народу            | 17 липня 2025           |
| Заступники прем'єр-міністра                                                       |                         |                         |                         |                         |                         |
| Віце-премʼєр-міністр з відновлення України — Міністр розвитку громад та територій |                         | Олексій Кулеба          |                         | Безпартійний            | 5 вересня 2024          |
| Віце-премʼєр-міністр з питань европейської та євроатлантичної інтеграції          |                         | Тарас Качка             |                         | Безпартійний            | 17 липня 2025           |
| Міністри                                                                          |                         |                         |                         |                         |                         |
| Міністр оборони                                                                   |                         | Денис Шмигаль           |                         | Безпартійний            | 17 липня 2025           |
| Міністр закордонних справ                                                         |                         | Андрій Сибіга           |                         | Безпартійний            | 5 вересня 2024          |
| Міністр молоді та спорту                                                          |                         | Матвій Бідний           |                         | Безпартійний            | 5 вересня 2024          |
| Міністр юстиції                                                                   |                         | Герман Галущенко        |                         | Безпартійний            | 17 липня 2025           |
| Міністр енергетики                                                                |                         | Світлана Гринчук        |                         | Безпартійна             | 17 липня 2025           |
| Міністр у справах ветеранів                                                       |                         | Наталія Калмикова       |                         | Безпартійна             | 5 вересня 2024          |
| Міністр внутрішніх справ                                                          |                         | Ігор Клименко           |                         | Безпартійний            | 7 лютого 2023           |
| Міністр освіти та науки                                                           |                         | Оксен Лісовий           |                         | Безпартійний            | 21 березня 2023         |
| Міністр охорони здоровʼя                                                          |                         | Віктор Ляшко            |                         | Безпартійний            | 20 травня 2021          |
| Міністр фінансів                                                                  |                         | Сергій Марченко         |                         | Безпартійний            | 30 березня 2020         |
| Міністр економіки, довкілля та сільського господарства                            |                         | Олексій Соболев         |                         | Безпартійний            | 17 липня 2025           |
| Міністр соціальної політики, семʼї та єдності                                     |                         | Денис Улютін            |                         | Безпартійний            | 17 липня 2025           |
| т.в.о. Міністр культури                                                           |                         | Тетяна Бережна          |                         | Безпартійна             | 28 липня 2025           |

## Структура уряду
В Україні діють 20 міністерств, яким підпорядковано 49 центральних органів державної влади:
1. Аграрної політики та продовольства (Мінагропрод)
Державна служба з питань геодезії, картографії та кадастру
Державне агентство меліорації та рибного господарства
2. Внутрішніх справ (МВС)
Національна поліція
Державна прикордонна служба
Державна міграційна служба
Держслужба з надзвичайних ситуацій
3. Економіки (Мінекономіки)
Держслужба експортного контролю
Держагентство резерву
Держслужба з питань безпечності харчових продуктів та захисту споживачів
Держслужба з питань праці
4. Енергетики (Міненергетики)
Держінспекція енергетичного нагляду
Держагентство з енергоефективності та енергозбереження
5. Закордонних справ (МЗС)
6. Захисту довкілля та природних ресурсів (Міндовкілля)
Держагентство лісових ресурсів
Державна екологічна інспекція
Держагентство з управління зоною відчуження
Держслужба геології та надр
Держагентство водних ресурсів
7. З питань реінтеграції тимчасово окупованих територій (МінТОТ)
Адміністрація Держслужби спецзв'язку та захисту інформації
8. З питань стратегічних галузей промисловості (Мінстратегпром)
Державне космічне агентство
9. Інфраструктури (Мінінфраструктури)
Державна авіаційна служба (Державіаслужба)
Держслужба морського та річкового транспорту
Держслужба з безпеки на транспорті
Держагентство автомобільних доріг
Держагентство інфраструктурних проєктів
10. Культури та інформаційної політики (Мінкульт)
Держкомітет телебачення і радіомовлення (Держкомтелебачення)
Держагентство з питань мистецтв та мистецької освіти
Держінспекція культурної спадщини
Держслужба охорони культурної спадщини
Держслужба з етнополітики та свободи совісті
Держагентство розвитку туризму (Держтуризм)
Держагентство з питань кіно (Держкіно)
Український інститут національної пам'яті (УІНП)
11. Молоді та спорту (Мінмолодьспорт)
12. Оборони (Міноборони)
13. Освіти і науки (МОН)
Нацкомісія зі стандартів держмови
Держслужба якості освіти
14. Охорони здоров'я (МОЗ)
Нацслужба здоров'я
Держслужба з лікарських засобів та контролю за наркотиками
15. Розвитку громад та територій (Мінрегіон)
Держінспекція архітектури та містобудування
16. Соціальної політики (Мінсоцполітики)
Національна соціальна сервісна служба
Пенсійний фонд (ПФУ)
17. У справах ветеранів (Мінветеран)
18. Фінансів (Мінфін)
Державна митна служба
Державна аудиторська служба
Агентство з управління державним боргом
Державна податкова служба
Державна казначейська служба (Держказначейство)
Держслужба фінмоніторингу
19. Цифрової трансформації (Мінцифра)
20. Юстиції (Мін'юст)
Державна архівна служба (Укрдержархів)

Безпосередньо Кабінету Міністрів Українипідпорядковано 10 державних органів:
1. Державна служба статистики (Держстандарт)
2. Бюро економічної безпеки
3. Держінспекція ядерного регулювання
4. Комісія з регулювання азартних ігор та лотерей
5. Державна регуляторна служба
6. Фонд державного майна
7. Нацагентство з питань державної служби
8. Нацагентство з питань запобігання корупції
9. Антимонопольний комітет
10. Антикорупційне нацагентство

3 колегіальні органи виконавчої влади:
1. Нацкомісія держрегулювання у сфері зв'язку та інформатизації
2. Нацкомісія держрегулювання у сферах енергетики та комунальних послуг
3. Нацкомісія з цінних паперів та фондового ринку

## Урядові комітети
Урядові комітети існували з 2000 року.
Розпорядженням Кабінету Міністрів України від 17 березня 2010 року № 360-р було створено дев'ять урядових комітетів:
- з питань реформ під керівництвом Прем'єр-міністра України;
- з питань розвитку галузей економіки під керівництвом Першого віцепрем'єр-міністра України;
- з питань економічної політики під керівництвом Віцепрем'єр-міністра України;
- з питань національної безпеки, оборони, правоохоронної діяльності та роботи підприємств військово-промислового комплексу під керівництвом Віцепрем'єр-міністра України;
- з питань регіональної політики, будівництва та житлово-комунального господарства під керівництвом Віцепрем'єр-міністра України;
- з питань аграрної політики під керівництвом Віцепрем'єр-міністра України;
- з питань гуманітарного, соціального та науково-інноваційного розвитку під керівництвом Віцепрем'єр-міністра України;
- з питань екології, молодіжної політики, спорту і туризму під керівництвом Віцепрем'єр-міністра України;
- з питань підготовки до проведення в Україні фінальної частини чемпіонату Європи 2012 з футболу під керівництвом Віцепрем'єр-міністра України.

9 грудня 2010 року Президент України у рамках реорганізації міністерств ліквідував урядові комітети.

## Науково-дослідні бюджетні установи
При Кабінеті Міністрів України зокрема створюються такі науково-дослідні бюджетні установи:
- Український інститут національної пам'яті[9].

## Консультативно-дорадчі органи
При Кабінеті Міністрів України створені консультативно-дорадчі органи, зокрема:
- Координаційна рада з питань розвитку малого та середнього підприємництва[10].
- Міжвідомча комісія з питань сприяння розвитку вітчизняного книговидання та книгорозповсюдження
- Міжвідомча рада з питань вивезення, ввезення та повернення культурних цінностей
- Міжгалузева рада з питань розвитку інформаційного суспільства
- Рада з питань функціонування системи охорони здоров'я[11].
- Комісія з питань забезпечення реалізації прав релігійних організацій[12].
- Рада національних асоціацій товаровиробників (діяла з 8 грудня 2006 року — по 2 червня 2010 року).

## Будівля

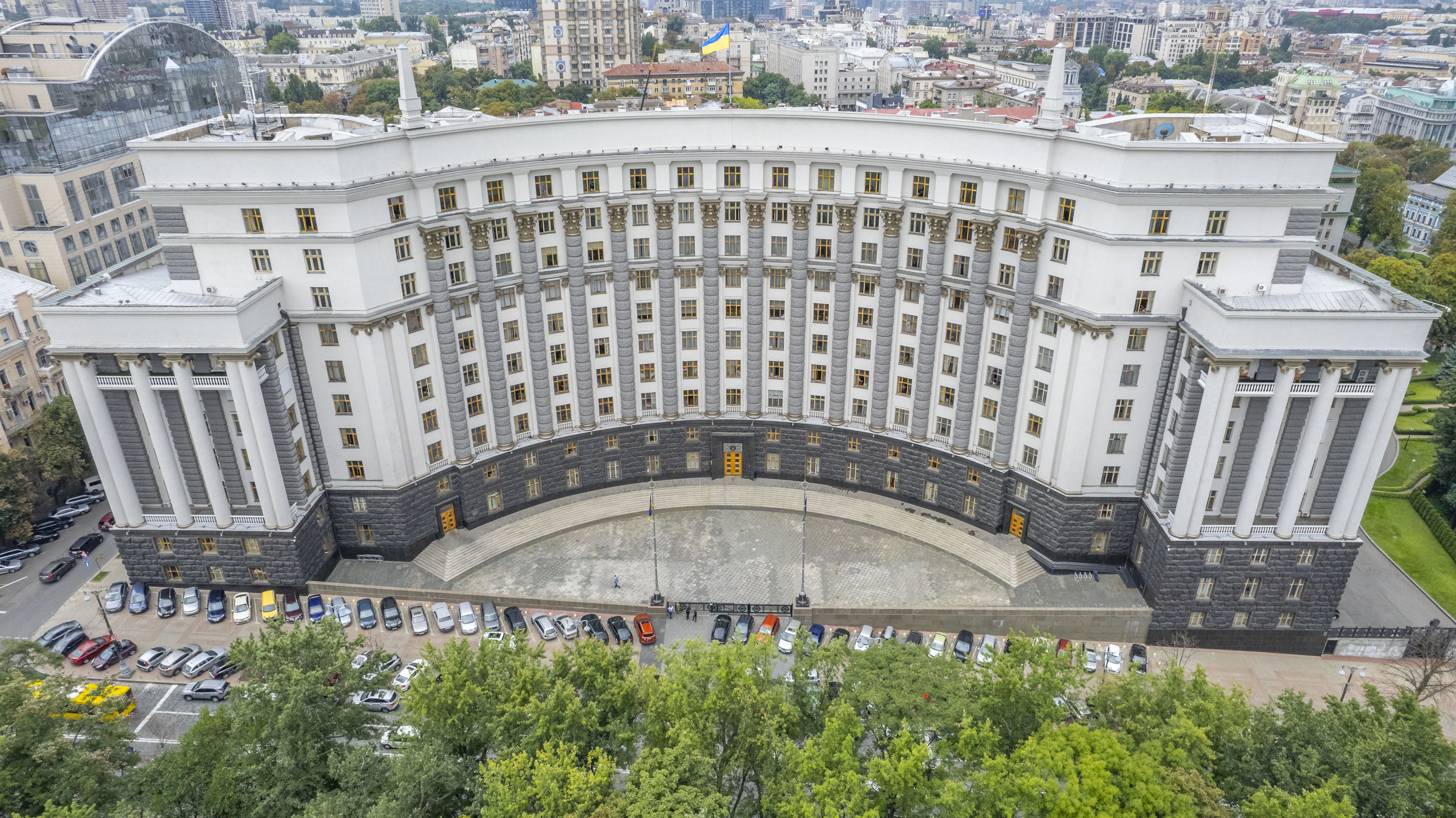
Будинок Кабінету Міністрів України, а також Міністерства економіки та Міністерства фінансів

Засідання Кабінету Міністрів України відбуваються в будівлі Уряду України за адресою Київ, вул. Грушевського, 12/2. Цей 10-поверховий історичний хмарочос є найбільшою адміністративною будівлею Києва. Загальний об'єм 235 тис. м³. Зведений у 1936—1938 роках, Будинок Ради Народних Комісарів УРСР став першим об'єктом нового адміністративного комплексу на Липках. Після підриву Хмарочоса Гінзбурга, з 1941 по 1954 рік споруда була найвищим хмарочосом Києва. З 1990 року тут розміщується Кабінет Міністрів УРСР. Пам'ятка архітектури.
З 2015 в Будинку Уряду діє Музей історії урядів України, експозиція якого розповідає про діяльність урядів, що діяли на території сучасної України від 1917 року до наших днів.

## Історія
З березня 1946 року вищим виконавчим і розпорядчим органом державної влади Української РСР (УРСР) була Рада Міністрів УРСР, що була республіканською ланкою у комуністично-радянській системі управління СРСР і значною мірою підпорядковувалася союзному уряду. Однак після прийняття Верховною Радою УРСР 16 липня 1990 року Декларації про державний суверенітет України, повноваження республіканського уряду значно розширилися. Зокрема 3 серпня 1990 року Верховна Рада доручила Раді Міністрів підготувати проєкт нового закону про Раду Міністрів УРСР, що б враховував закони УРСР, які визначають державний суверенітет і економічну самостійність України та перехід економіки республіки до ринкових відносин.

### Утворення Кабінету Міністрів
18 квітня 1991 року Голова Ради Міністрів УРСР Вітольд Фокін представив у Верховній Раді УРСР концепцію реформи уряду України, метою якої було приведення структури уряду у відповідність до Декларації про державний суверенітет та до вимог ринкової економіки. Зокрема, передбачалося відійти від галузевого принципу безпосереднього адміністративно-командного управління підприємствами до функціонального принципу, шляхом застосування в управлінні лише економічних регуляторів. Новий уряд мав називатися Кабінет Міністрів України, і до його складу мали увійти:
- прем'єр-міністр;
- два віцепрем'єр-міністра, які мали здійснювати оперативне керівництво всіма справами Кабінету Міністрів України;
- державний секретар, що б очолював апарат Кабінету Міністрів України;
- 8 державних міністрів, які б на відміну від звичайних міністрів не мали під собою окремих міністерств чи галузей, але які б відповідали за комплексне вирішення питань відповідно до функцій, покладених на них прем'єр-міністром, у всіх урядових та неурядових структурах;
- 20 звичайних міністрів.

Так кількість членів уряду зменшувалася з 45 до 30. Водночас більшість існуючих міністерств передбачалося перетворити на державні комітети та інші центральні органи державного управління.
Після обговорення Верховна Рада схвалила пропоновану Радою Міністрів структуру державного управління УРСР і утворила Кабінет Міністрів УРСР у складі Прем'єр-міністра України, Першого віце-прем'єра, віце-прем'єра, державного секретаря Кабінету Міністрів, державних міністрів і міністрів Української РСР. Водночас точний перелік міністерств було вирішено визначити пізніше Також Рада Міністрів мала зберігати свої повноваження до затвердження персонального складу Кабінету Міністрів. Також було внесено зміни до Конституції УРСР, якими було визначено, що Голова Верховної Ради має представляти у Верховній Раді кандидатуру на призначення прем'єр-міністром.
Одразу після цього Верховна Рада призначила Прем'єр-міністром діючого Голову Ради Міністрів Вітольда Фокіна і доручила йому надати пропозиції про персональний склад Кабінету Міністрів України.
13 травня 1991 року Верховна Рада затвердила перелік із 22 міністерств в УРСР, а також включила Голову Комітету державної безпеки УРСР до складу Кабінету Міністрів.
21 травня 1991 року Верховна Рада внесла зміни до Конституції УРСР, якими остаточно визначила Кабінет Міністрів найвищим органом державного управління Української РСР. Зокрема, було визначено, що до складу Кабінету Міністрів входять: Прем'єр-міністр УРСР, Перший віце-Прем'єр-міністр, Віце-Прем'єр-міністр, Державний секретар Кабміну, державні міністри та міністри УРСР. Також у цей день Верховна Рада призначила двох віцепрем'єр-міністрів, трьох державних міністрів та державного секретаря.

### 1996—2004
На такій правовій основі Уряд функціонував до прийняття 28 червня 1996 р. Конституції України 1996, яка встановила, що Кабінет Міністрів України є вищим органом у системі органів виконавчої влади, відповідальним перед Президентом України, підконтрольним і підзвітним Верховній Раді України, і що до його складу входять Прем'єр-міністр України, Перший віцепрем'єр-міністр України, три віцепрем'єр-міністри, міністри. Прем'єр-міністр України призначався Президентом України за згодою Верховної Ради України. Персональний склад Кабінету Міністрів України призначався Президентом України за поданням Прем'єр-міністра України. Кабінету Міністрів України складав свої повноваження перед новообраним Президентом України. Верховна Рада України могла розглянути питання про відповідальність Кабінету Міністрів України та прийняти резолюцію недовіри до нього, наслідком чого була його відставка. Рішення про відставку Кабінету Міністрів України міг прийняти також Президент України.
Встановлені Конституцією України засади діяльності Кабінету Міністрів України потребували подальшого розвитку, зокрема законодавчого визначення організації, повноважень та порядку діяльності Уряду. В умовах відсутності відповідної законодавчої бази Уряд до 2000 майже не діяв як колегіальний орган, підготовка та впровадження актів Кабінету Міністрів України базувалися здебільшого на радянській правовій системі. У червні 2000 р. затверджено Тимчасовий регламент Кабінету Міністрів України, яким було встановлено порядок організації його діяльності на період до набрання чинності Законом України «Про Кабінет Міністрів України». Проте напружена політична ситуація в країні і, як наслідок, масові публічні виступи громадян під час президентських виборів 2004 року внесли зміни в перебіг подій.

### 2004—2014
8 грудня 2004 р. Верховна Рада України ухвалила Закон України «Про внесення змін до Конституції України», який набрав чинності з 1 січня 2006 року. Цей закон по-новому перерозподілив повноваження Президента України, Верховної Ради України й Уряду у сфері виконавчої влади, зокрема щодо формування складу Кабінету Міністрів України. Згідно з цим законом, до складу Кабінету Міністрів України входять: Прем'єр-міністр України, Перший віцепрем'єр-міністр України, віцепрем'єр-міністри (без обмеження кількості), міністри. Прем'єр-міністр України, міністр оборони України та міністр закордонних справ України, а також Голова Служби безпеки України призначаються Верховною Радою України за поданням Президента України. Інші члени Кабінету Міністрів України, а також голова Антимонопольного комітету, голова Державного комітету телебачення та радіомовлення, голова Фонду державного майна призначаються Верховною Радою України за поданням Прем'єр-міністра України. Пропозиції щодо кандидатур на посади членів Кабінету Міністрів України вносить Президентові України та Прем'єр-міністрові України коаліція депутатських фракцій у Верховній Раді України. Всі інші керівники центральних органів виконавчої влади призначаються Кабінетом Міністрів України за поданням Прем'єр-міністра України.
На цих засадах у серпні 2006 було проведено формування Уряду на чолі з Віктором Януковичем.
Згідно з конституційними змінами, до повноважень Кабінету Міністрів України перейшли повноваження з утворення, реорганізації та ліквідації міністерств, інших центральних органів виконавчої влади, які до цього здійснював Президент України.
На відміну від раніше наданого Президентові України права скасовувати акти Уряду відтепер Президент України може зупиняти дію таких актів з мотивів невідповідності їх Конституції з одночасним зверненням до Конституційного Суду України щодо їхньої конституційності. Разом з тим за Президентом України збережено право скасовувати акти Ради міністрів Автономної Республіки Крим.
По-іншому нині відбувається складення повноважень Уряду — перед новообраною Верховною Радою України. Прем'єр-міністр України, інші члени Кабінету Міністрів України мають право заявити Верховній Раді України про свою відставку. Відставка Прем'єр-міністра України або ухвалення Верховною Радою України резолюції недовіри Кабінету Міністрів України мають наслідком відставку всього його складу. У таких випадках Верховна Рада України здійснює формування нового складу Кабінету Міністрів України у строки та в порядку, визначені Конституцією. Кабінет Міністрів України, який склав повноваження перед новообраною Верховною Радою України або відставку якого прийнято Верховною Радою України, продовжує виконувати свої повноваження до початку роботи новосформованого Уряду.
21 грудня 2006 року, Верховна Рада України прийняла Закон України «Про Кабінет Міністрів України», який після подолання вета Президента України, набрав чинності у лютому 2007 року. Цей закон визначає основні завдання, принципи та правові засади діяльності Кабінету Міністрів України, склад та порядок його формування, повноваження у відносинах з іншими державними органами, органами місцевого самоврядування, об'єднаннями громадян, статус та повноваження його членів.
Згідно з цим законом, Кабінет Міністрів України є колегіальним органом, який ухвалює рішення після обговорення питань на своїх засіданнях. Прем'єр-міністр України керує роботою Кабінету Міністрів України, спрямовує його діяльність на забезпечення проведення внутрішньої та зовнішньої політики держави, виконання Програми його діяльності, здійснення інших покладених на нього повноважень, формує порядок денний його засідань, скликає засідання та головує на них, виконує інші повноваження, передбачені Конституцією та законами України. Перший віцепрем'єр-міністр України, віцепрем'єр-міністри забезпечують виконання Програми діяльності Кабінету Міністрів України у відповідних напрямах діяльності, координують роботу міністерств, спрямовують, координують та контролюють діяльність інших центральних органів виконавчої влади, що належать до їхньої сфери спрямування і координації, очолюють відповідні урядові комітети, забезпечують підготовку питань для розгляду на його засіданнях, здійснюють інші передбачені законами повноваження. Міністри України забезпечують виконання Програми діяльності Кабінету Міністрів України, формування та реалізацію державної політики у відповідній сфері, здійснюють керівництво міністерствами (крім міністрів, які не очолюють міністерства) та на виконання вимог законодавства визначають у межах наданих повноважень політичні пріоритети, стратегічні напрями роботи міністерств і шляхи досягнення поставленої мети, спрямовують та координують діяльність центральних органів виконавчої влади, що належать до їхньої сфери спрямування і координації, здійснюють інші передбачені законами повноваження.
Організаційне, експертно-аналітичне, правове, інформаційне та матеріально-технічне забезпечення діяльності Кабінету Міністрів України здійснює Секретаріат Кабінету Міністрів України, який очолює міністр Кабінету Міністрів.
18 липня 2007 року відповідно до Закону України «Про Кабінет Міністрів України» затверджено Регламент Кабінету Міністрів України, яким встановлено порядок організації його діяльності, пов'язаної з реалізацією його повноважень. Зокрема, Регламентом встановлено порядок підготовки та проведення засідань Кабінету Міністрів України, визначено, що на засіданнях розглядаються: концептуальні засади реалізації державної політики; питання, що потребують нормативно-правового врегулювання актами Кабінету Міністрів України; питання організаційно-розпорядчого характеру (в тому числі кадрові, нагородження відзнаками Кабінету Міністрів України); законодавчі ініціативи Уряду; проєкти актів Президента України; проєкти урядових заяв, декларацій, директив, листів, звернень і меморандумів, а також заслуховуються звіти (інформація) керівників органів виконавчої влади про виконання ними своїх повноважень та з окремих питань діяльності відповідних органів.
9 грудня 2010 Президент України оптимізував систему центральних органів виконавчої влади.

### з 2014
27 лютого 2014 року Верховна Рада України ухвалила новий Закон «Про Кабінет Міністрів України» (у зв'язку з конституційною реформою, яка стала наслідком перемоги Євромайдану).

## Музей історії урядів України
Музей історії урядів України — з 2009 року діє в Будинку Уряду України. Музей займає п'ять кімнат на першому поверсі крила, що виходить на вулицю Садову.
Експозиція Музею розповідає про діяльність урядів, що діяли на території сучасної України від 1917 року до наших днів.
2023 року опублікована брошура «Музей історії урядів України (сторінки становлення та діяльності)».

## Список урядів України
| №  | Уряд                       | Роки діяльності |
| -- | -------------------------- | --------------- |
| 1  | Уряд Вітольда Фокіна       | 1991—1992       |
| 2  | Уряд Леоніда Кучми         | 1992—1993       |
| 3  | Уряд Віталія Масола        | 1994—1995       |
| 4  | Уряд Євгена Марчука        | 1995—1996       |
| 5  | 1-й уряд Павла Лазаренка   | 1996            |
| 6  | 2-й уряд Павла Лазаренка   | 1996—1997       |
| 7  | Уряд Валерія Пустовойтенка | 1997—1999       |
| 8  | Уряд Віктора Ющенка        | 1999—2001       |
| 9  | Уряд Анатолія Кінаха       | 2001—2002       |
| 10 | 1-й уряд Віктора Януковича | 2002—2004       |
| 11 | 1-й уряд Юлії Тимошенко    | 2005            |
| 12 | Уряд Юрія Єханурова        | 2005—2006       |
| 13 | 2-й уряд Віктора Януковича | 2006—2007       |
| 14 | 2-й уряд Юлії Тимошенко    | 2007—2010       |
| 15 | 1-й уряд Миколи Азарова    | 2010—2012       |
| 16 | 2-й уряд Миколи Азарова    | 2012—2014       |
| 17 | 1-й уряд Арсенія Яценюка   | 2014            |
| 18 | 2-й уряд Арсенія Яценюка   | 2014—2016       |
| 19 | Уряд Володимира Гройсмана  | 2016—2019       |
| 20 | Уряд Олексія Гончарука     | 2019—2020       |
| 21 | Уряд Дениса Шмигаля        | 2020—2025       |
| 22 | Уряд Юлії Свириденко       | з 2025          |